# Крикет
Кри́кет (англ. cricket)  — вид спорту, командна гра з м'ячем та битою. Гра найбільш поширена в Австралазії, Індії, Англії та ПАР.

## Правила гри
У крикет грають на прямокутному полі з лінією подачі (англ. pitch) та парою ворітець (англ. wicket) в центрі двома командами з одинадцяти гравців у кожній. Мета гри в тому, щоб збити поперечину (англ. bail) з ворітець. Одна з команд намагається зробити це, кидаючи м'яч, а друга захищає ворітця, відбиваючи м'яч за допомогою бити (але не жодною частиною тіла). При вдалому відбиванні гравці команди, яка захищає ворітця, роблять перебіжки (англ. run), міняючись місцями. Якщо нападникам вдалося збити ворітця, спіймати м'яч в повітрі або ж команда-захисник порушує правила, один із її гравців вибуває з гри. Коли 10 гравців команди-захисника ворітець вибуває, команди міняються ролями. Виграє та з команд, яка зробила більше перебіжок.
У своїй найвищій формі — тест-матчі між збірними — гра складається із двох інінгів для кожної команди й триває п'ять днів.
Правила гри встановлює і змінює Мерилебонський крикетний клуб. Крім того, Міжнародна рада крикету розробила стандартні ігрові умови для тестових і одноденних міжнародних матчів. Створення і використання додаткових умов на рівні внутрішніх чемпіонатів перебуває у віданні національних федерацій крикету. У правилах гри передбачено кілька форматів проведення матчу, в тому числі за системою обмеженої кількості оверів (англ. over). Система допускає проведення матчу в один або два інінги, які можна обмежувати за часом або за кількістю оверів. У правилах за традицією використовується англійська система мір, при цьому нові редакції правил включають і вимірювання в Міжнародній системі одиниць (SI).
Звід правил включає такі розділи: передмову, преамбулу, 42 правила і чотири додатки. У передмові наведено коротку історію правил і клубу «Мерілебон». Преамбулу внесли в правила відносно недавно. Цей розділ містить матеріали щодо етичних стандартів крикету. Самі правила змінювалися вісім разів. Поправки стосувалися проблем поганого освітлення, порядку жеребкування, етичних принципів гри та інших аспектів крикету.
Перелік правил гри та їхній короткий зміст наведено нижче.

### Гравці та судді

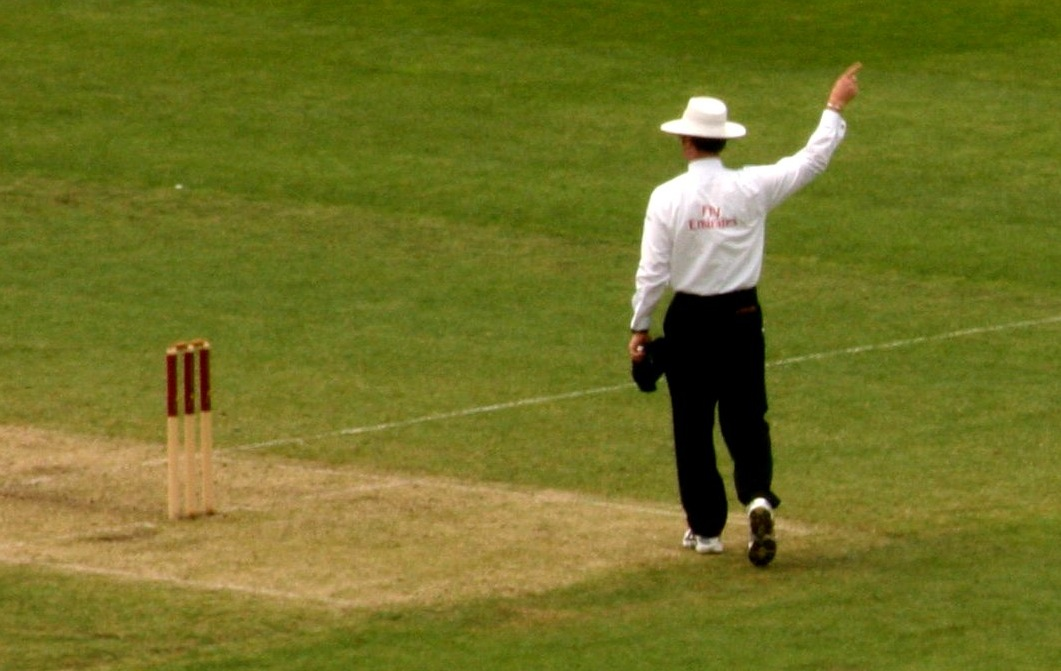
Суддя матчу.

У перших чотирьох правилах йдеться про учасників матчу: гравців, суддів і маркерів.
Правило 1: Гравці. Крикетна команда включає одинадцять гравців, в тому числі капітана. Поза рамками офіційних змагань команди можуть домовитися про більшу чисельність складу, при цьому на полі не можуть перебувати більш як одинадцять гравців.
Правило 2: Заміни. У крикеті можна проводити заміни травмованих гравців, однак гравець, що вийшов не заміну, не може відбивати, подавати, охороняти ворітця або діяти в ролі капітана. У випадку відновлення і за згодою арбітра замінений гравець повертається на поле. Нездатний бігати бетсмен може мати свого раннера, який буде виконувати перебіжки тоді як бетсмен продовжить відбивати. Якщо гравець виходить на поле без команди арбітра і торкається м'яча, то м'яч одразу стає мертвим (див. Правило 23), а команда, що відбиває, отримує 5 ранів.
Правило 3: Судді. На матчах працюють двоє суддів, які стежать за дотриманням правил, приймають всі необхідні рішення і повідомляють про них маркерів. Правила не вимагають наявності третього судді, проте в крикеті високого рівня він (перебуваючи поза полем і допомагаючи польовим суддям) може працювати на конкретному матчі або турнірі за особливих ігрових обставин.
Правило 4: Маркери. На грі присутні двоє маркерів, які стежать за сигналами суддів і ведуть рахунок.

### Поле та інвентар
Наступна група правил описує основні вимоги до інвентарю спортсменів, лінії подачі й поля загалом.
Правило 5: М'яч. Крикетний м'яч виготовляють з корка і покривають шкірою. Обвід крикетного м'яча має бути в діапазоні від 8 і 13/16 до 9 дюймів або від 22,4 до 22,9 сантиметрів. Снаряд повинен важити не менш як 5,5 і не більш ніж 5,75 унцій, тобто важити від 155,9 до 163 грамів. В рамках одного інінга зазвичай використовують один м'яч. Виняток становлять ті випадки, коли снаряд втрачено — тоді його замінюють на аналогічний. Крім того, польова команда може попросити про заміну м'яча після розіграшу деякого числа оверів (80 у тестових і 34 в одноденних міжнародних матчах).
Правило 6: Бита. Довжина бити не повинна перевищувати 38 дюймів або 97 сантиметрів, а її ширина — 4,25 дюймів або 10,8 сантиметрів. Гола рука або рука в рукавичці розцінюється як частина бити. Лопать бити має бути виготовлена з дерева.
Правило 7: Лінія подачі. Лінія подачі (англ. pitch) — це прямокутна земляна ділянка завдовжки 22 ярди (близько 20 метрів) і завширшки 10 футів (близько 3 метрів), на якій росте дуже коротка трава. Підготовкою лінії подачі займається спеціальна служба, однак під час матчу за її станом стежать лише судді. Крім того, судді визначають, чи підходить лінія подачі для гри. Якщо вони визнають її непридатною, то за згодою обох капітанів, можуть вибрати іншу лінію подачі.
Правило 8: Ворітця. Ворітця (англ. wicket) складаються з трьох вербових стовпчиків заввишки 28 дюймів (71 сантиметр). Стовпчики розташовані уздовж вузького краю лінії подачі на однаковій відстані один від одного. Ширина ворітець становить 9 дюймів (22,86 сантиметрів). На стовпчиках розташовані дві незакріплені дерев'яні поперечини (англ. bails). У деяких випадках, наприклад, за наявності вітру, судді можуть ухвалити рішення про гру без поперечин.
Правило 9: Боулінговий, поппінговий і повертальний кризи. Кризом (англ. crease — «складка») називають смугу, що відокремлює ту чи іншу ігрову зону від основного простору лінії подачі.
Боулінговий криз — смуга, в центрі якої розташовані стовпчики ворітець. Цей криз позначає задню межу зони бетсмена. Таким чином, він розташований паралельно до вузької сторони лінії подачі. Довжина боулінгового кризу становить 8 футів і 8 дюймів (2,64 метра). Поппінговий криз позначає передню межу зони бетсмена. Цей криз паралельний до боулінгового і відстоїть від нього на 4 фути (1,2 метра). Мінімальний показник довжини розраховують відносно центрального стовпчика ворітець, максимальна ж довжина кризу не встановлена. Внаслідок цього поппінговий криз завжди довший, ніж боулінговий. Зворотні кризи перпендикулярні до боулінгового і поппінгового, вони позначають коридор руху боулера, який виконує подачу. Кінці зворотних кризів упираються в поппінговий криз, а їх довжина обмежена лише знизу (8 футів або 2,4 метра). Кінці боулінгового кризу, в свою чергу, впираються в поворотні.
Правило 10: Підготовка та обслуговування ігрової ділянки. При подачі м'яч практично завжди відскакує від лінії подачі, тому поведінку снаряду багато в чому визначає стан покриття. Отже, прокатка, косіння та інші процедури, пов'язані з підготовкою і обслуговуванням лінії подачі, проводяться відповідно до деяких вимог.
Правило 11: Укриття лінії подачі.  Лінія подачі вважається укритою, коли персонал стадіону розміщує на ній спеціальні покриви, що запобігають ушкодженню від дощу або роси. Правила говорять, що порядок укриття потрібно заздалегідь узгоджувати з обома капітанами. Укриття лінії подачі істотно впливає на поведінку м'яча після відскоку від поверхні. Площина перед лінією подачі, де боулер розбігається перед подачею, повинна залишатися сухою, щоб уникнути травм. При потребі це місце також можна приховати.

### Структура матчу
Черговий блок правил визначає вимоги до ходу матчу.
Правило 12: Інінги. Перед грою команди домовляються, чи вони проведуть один інінг (англ. innings — «подача»), або ж переможця визначатимуть за підсумками двох партій. Крім того, суперники з'ясовують, чи будуть інінги обмежені за часом або за кількістю оверів. На практиці ці параметри визначаються регламентом того чи іншого змагання. Якщо в матчі з двома інінгами не оголосити фоллоу-он (див. Правило 13), то команди по черзі відбивають м'яч. Інінг вважається завершеним, коли всі бетсмени команди, що відбиває, виведені з гри, капітан повідомляє про оголошення або відмову від інінга, або коли закінчується ліміт за часом або за кількістю оверів. Перед грою проводять жеребкування, за підсумками якого капітан, що переміг, вибирає, чи буде його команда відбивати чи грати в полі першою.
Правило 13: Фоллоу-он. Це правило застосовують для матчів з двох інінгів. Якщо команда, яка відбиває другою, набирає значно меншу кількість ранів, ніж перша, то перша команда може оголосити фоллоу-он, тобто змусити опонентів провести другий інінг в ролі команди, яка відбиває, одразу після першого. Іншими словами, команди будуть перебувати в ролі тих, хто відбиває, за принципом перша-друга-друга-перша, тоді як стандартна схема передбачає порядок перша-друга-перша-друга. Для матчу, який триває п'ять днів і більше, необхідний розрив в рахунку повинен становити 200 ранів, для три- або чотириденного матчу різниця повинна становити 150 очок. Дводенна гра допускає розрив у 100 очок, нарешті, в рамках одноденного матчу оголошення фоллоу-она стає можливим при розриві в 75 ранів.
Правило 14: Оголошення і відмова. Це правило застосовують для матчів з двох інінгів Якщо м'яч визнаний мертвим, капітан команди, що відбиває, може завершити інінг у будь-який момент. Цю процедуру називають оголошенням (англ. declaration). Капітан робить оголошення в тому випадку, якщо вважає, що команда набрала достатню кількість ранів для перемоги. Капітан також може відмовитися від проведення інінга до його початку. Інінги, від проведення яких команда відмовилася, вважаються за зіграні.
Правило 15: Перерви. Матч передбачає кілька типів перерв різної тривалості. Між інінгами команди відпочивають упродовж десяти хвилин. Існують перерви на ланч, чаювання і спеціальна перерва щоб втамувати спрагу. Розклад перерв потрібно погоджувати перед матчем. У деяких ситуаціях допускається зміна розкладу.
Правило 16: Початок гри, припинення гри. Сигналом до продовження гри після перерви є команда судді «Play» («гра»). Гру припиняють за командою «Time» («час»). Остання година гри повинна включати не менш як 20 оверів. Якщо зіграно меншу кількість оверів, то суддя продовжує ігровий час для виконання норми.
Правило 17: Тренування на полі. Гравці не можуть використовувати лінію подачі для тренувань у дні проведення матчів. Порушення правила карається видаленням гравця на деякий час. Заборонені пробні розбіги перед подачею, якщо на думку судді це може призвести до витрати ігрового часу.

### Рахунок і результат

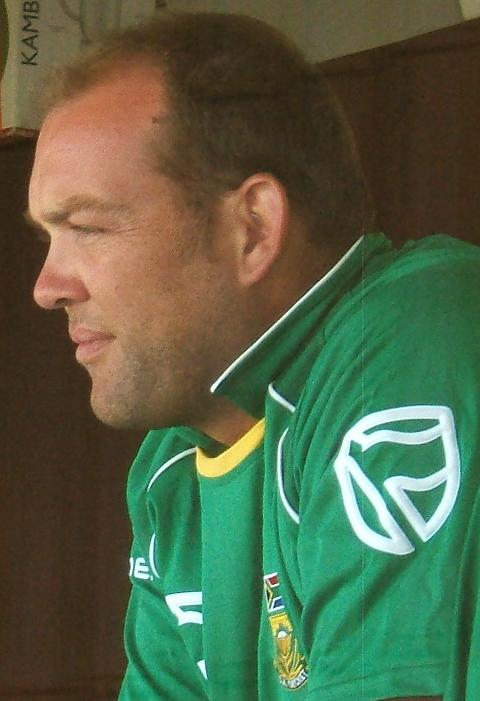
Жак Калліс набрав понад 11 тисяч ранів і зруйнував більш як 250 ворітець як у тестовому, так і в одноденному крикеті.

Схема поля для гри в крикет. Жовтим кольором позначена лінія подачі, зони в радіусі 15 ярдів (13,7 м) від бетсмена виділені фісташковим кольором. Внутрішня частина поля, яка виділена світло-зеленим, розташована всередині білого кола (еліпса) радіусом 30 ярдів (27,4 м). Зовнішня частина поля позначена темно-зеленим кольором, її діаметр варіюється в інтервалі від 450 до 500 футів (137—150 м).

Ще одна група правил присвячена набору очок і критеріям, які дозволяють визначити переможця матчу. Рахунок кожної команди часто представлений у вигляді m/n, де m — кількість ранів, які вона набрала, а n — кількість ворітець, які вона програла. Наприклад, якщо команда набрала 100 ранів і програла 1 ворітця, то рахунок команди може бути показаний як 100/1 (1/100 або 100-1). Відзначимо, що переможцем матчу вважається команда, яка набрала більшу кількість ранів. Кількість програних ворітець при визначенні переможця не враховується.
Правило 18: Набирання очок. Команда заробляє один ран, якщо її бетсмен успішно пробігає з одного кінця лінії подачі в інший. Тож успіх обох бетсменів приносить команді два рани. Пробіг вважається виконаним, якщо бетсмен (обидва бетсмени) пробіг від свого поппінгового кризу до поппінгового кризу свого напарника і торкнувся землі за ним битою або частиною тіла. Стартова позиція бетсмена, який відбиває, розташована в одному кінці лінії подачі, а стартова позиція його напарника — в іншому. Бетсмени можуть відмовитися від перебіжки через ризик руйнування ворітець (див. Правило 28). Невдала спроба перебіжки називається короткою пробіжкою (англ. short run), умисні короткі пробіжки можуть бути покарані відповідно до правил. Додаткові рани присуджуються, якщо суперник порушив деякі правила (див. Правила 2, 24, 25, 41 і 42), виходу м'яча за межі поля (см. Правило 19) або втрати м'яча (см. Правило 20).
Правило 19: Межі поля. Межі поля визначають судді й капітани перед грою. Бажано позначати межу поля по всій його довжині. Якщо відбитий м'яч торкається або перетинає межу, то команда бетсмена отримує 4 рани. Якщо м'яч досяг межі без торкань поля, то команда отримує 6 ранів.
Правило 20: Втрачений м'яч. Якщо м'яч втрачається або стає недоступним в результаті інших обставин, то його визнають втраченим. Визнати м'яч втраченим може будь-який польовий гравець. Суперник порушника отримує додаткові рани. Крім того, команда, яка відбиває, отримує набрані рани, в тому числі й ті, які виконані в момент оголошення м'яча втраченим, тобто 6 ранів, навіть якщо їм вдалося набрати менш як шість.
Правило 21: Результат. Переможцем матчу оголошують команду, яка набрала більшу кількість ранів. Якщо команди набрали однакову кількість ранів, то оголошують нічию-тай (англ. tie, не слід плутати з draw). Якщо в тестовому крикеті команда не встигає провести свій інінг до кінця призначеного часу, то оголошують нічию-дроу (англ. draw). Таким чином, матч може завершитися перемогою однієї з команд, нічиєю за рахунком або нічиєю за часом.
Правило 22: Овер. Овер (англ. over) включає шість подач, ноу-бол і вайд-бол не враховуються в ролі однієї з них. Боулер не може подавати протягом двох оверів поспіль.
Правило 23: Мертвий м'яч. М'яч з'являється в грі в момент розбігу боулера і стає мертвим, коли щодо нього не можна провести будь-яких дій. Коли м'яч стає мертвим, то команда, що відбиває, не може набирати рани, а бетсмена не можна вивести з гри. М'яч може стати мертвим з низки причин. Найбільш поширеними з них є виведення бетсмена з гри і дотик до межі поля.
Правило 24: Ноу-бол. Стан ноу-бол (англ. no ball — «не м'яч») оголошується, якщо боулер здійснює подачу з забороненого місця, якщо він випрямляє лікоть у момент подачі, якщо подача становить небезпеку, якщо після подачі м'яч торкається лінії подачі два і більше рази, якщо після подачі м'яч котиться по лінії подачі або якщо польові гравці перебувають у заборонених місцях. Ноу-бол додає команді, що відбиває, один ран, при цьому всі інші рани, які вона набрала, зберігаються. У більшості випадків бетсмена не можна вивести з гри, якщо м'яч перебуває в стані ноу-бола.
Правило 25: Вайд-бол. Якщо суддя вважає, що бетсмен не мав можливості набрати рани через неточну подачу боулера, то він оголошує стан вайд-бол (англ. wide ball — «широкий м'яч»). Вайд-бол оголошують у тих ситуаціях, коли після подачі м'яч проходить над головою бетсмена. Після оголошення вайд-бола команда отримує один ран, при цьому всі інші рани зберігаються.
Правило 26: Бай і лег-бай. Якщо м'яч, що не перебуває в ситуації ноу-бола або вайт-бола, пролітає повз бетсмена, який відбиває, то набрані в результаті розіграшу рани будуть називатися баями (однина бай, англ. bye). Якщо м'яч торкається бетсмена, але не його бити, то рани будуть називатися лег-баями (англ. leg bye). Лег-бай не зараховують, якщо бетсмен не намагався зробити удар або ухилитися від снаряда. У командній статистиці баї враховують як звичайні рани, тоді як в особистій статистиці бетсмена ці очки не враховують.

### Виведення гравця з гри

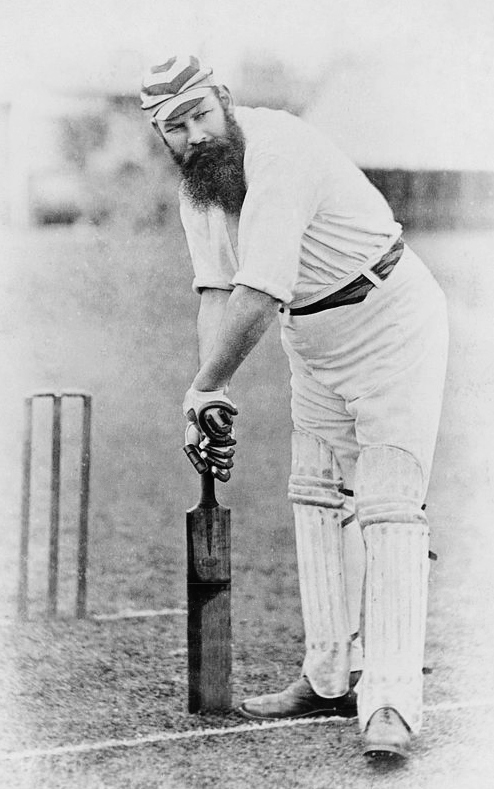
Вільям Ґрейс — один із найсильніших бетсменів за всю історію крикету.

Правила 27-29 описують основні принципи виведення бетсмена з гри, а правила 30-39 описують методи більш конкретно. Варто відзначити, що крім десяти способів, зазначених в правилах 30-39, бетсмен може покинути гру з власної ініціативи. Ситуацію, коли бетсмен не виводиться з гри за підсумками інінга, називають нот-аутом (англ. not out — «не вибув»).
Правило 27: Апеляції. Якщо польові гравці вважають, що бетсмен був виведений з гри, то вони можуть звернутися до судді з формулюванням «How's That?» («Як це?») до початку наступного розіграшу. Суддя розглядає апеляцію і вирішує, чи дійсно бетсмен повинен покинути позицію. Щиро кажучи, польові гравці повинні повідомляти суддю про всі випадки виведення бетсмена з гри, в тому числі очевидні. Однак в цих випадках бетсмен, як правило, залишає позицію, не чекаючи формальної процедури.
Правило 28: Руйнування ворітець. У разі руйнування ворітець м'ячем, самим бетменом або кистю руки, в якій польовий гравець тримав м'яч, бетсмен виводиться з гри. Ворітця вважаються зруйнованими, коли падає принаймні одна поперечина.
Правило 29: Бетсмен за межами своєї зони. Вважається, що бетсмен перебуває в зоні, якщо будь-яка частина його тіла або його бита торкається землі за поппінговим кризом. В іншому випадку бетсмена можна вивести з гри, якщо його хвіртку зруйнує суперник (Правило 38) або спеціальний гравець суперника, вікет-кіпер (Правила 39, 40). Якщо в момент руйнування хвіртки обидва бетсмени перебувають поза межами своїх зон, то з гри виводиться той спортсмен, який перебуває ближче до зруйнованих ворітець.
Правило 30: Боулд. Ситуація боулд (англ. bowled) виникає, коли в результаті подачі м'яч руйнує ворітця. До руйнування ворітець м'яч не повинен торкатися будь-кого з суддів або гравців за винятком бетсмена. М'яч може торкнутися бити, рукавички або будь-якої частини тіла бетсмена.
Правило 31: Таймд-аут. Новий бетсмен повинен замінити свого попередника впродовж трьох хвилин після його вибуття, в іншому випадку вибуває й новий бетсмен. Порушення правила позначають терміном таймд-аут (англ. timed out — «час сплив») Протягом зазначеного періоду бетсмен або його партнер повинен приготуватися до подачі. У разі участі партнера основний бетсмен повинен перебувати в зоні.
Правило 32: Кот. Ко́том (англ. caught — «спіймано») називають ситуацію, коли польовий гравець ловить м'яч, який не торкнувся землі, після його відбиття бетсменом. Гравець, який зловив м'яч, повинен при цьому перебувати в полі, тобто жодна з частин його тіла не повинна торкатися землі за межами поля. До затримання м'яч не повинен торкатися будь-яких об'єктів за межами поля.
Правило 33: Торкання м'яча руками. Якщо бетсмен навмисно торкається м'яча рукою, яка не торкається бити, без згоди опонентів, то бетсмен виводиться з гри.
Правило 34: Подвійний удар по м'ячу. Якщо бетсмен двічі б'є по м'ячу, не маючи наміру захистити свою хвіртку і не маючи згоди опонентів, то бетсмен виводиться з гри.
Правило 35: Удар по хвіртці. Якщо боулер вже почав подачу, то руйнування своїх ворітець бетсменом, що відбиває, або його битою, тягне виведення бетсмена з гри.
Правило 36: Нога перед ворітцями. Якщо в результаті подавання м'яч, який потрапив би у ворітця за відсутності бетсмена, потрапляє в нього без попереднього торкання битою, то бетсмен може бути виведений з гри. Ухвалення рішення про виведення бетсмена з гри вимагає виконання деяких додаткових умов.
Правило 37: Перешкоджання польовим. Якщо бетсмен навмисно перешкоджає грі опонентів словом або дією, то він виводиться з гри.
Правило 38: Ран-аут. Якщо бетсмен перебуває поза зоною, і його хвіртку руйнує суперник, то бетсмен виводиться з гри. Це правило діє навіть у ситуації ноу-бола.
Правило 39: Стампд. Бетсмен виводиться з гри, якщо його ворітця руйнує вікет-кіпер (див. Правило 40), в той час як сам бетсмен перебуває поза зоною і не намагається виконати перебіжку. Це правило не діє в ситуації ноу-бола.

### Польові гравці

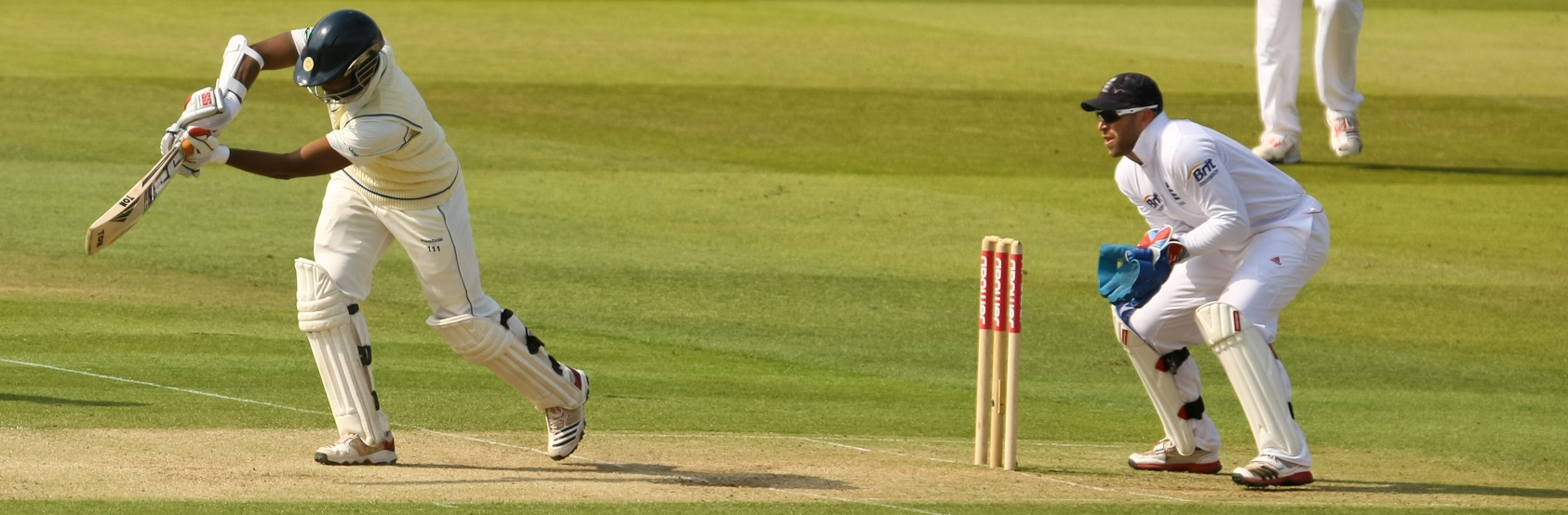
Вікет-кіпер під час гри.

Правило 40: Вікет-кіпер. Вікет-кіпер (англ. wicket-keeper — «охоронець ворітець») — особливий гравець польової команди, який перебуває позаду ворітець бетсмена. Він є єдиним спортсменом своєї команди, якому дозволено використовувати рукавички і щитки для ніг.
Правило 41: Польовий гравець. Польовим гравцем вважають будь-якого гравця команди, що здійснює подачу. Завдання польових гравців полягають у тому, щоб перешкодити суперникові набирати рани і вивести з гри десять бетсменов опонента. Польовий гравець може приймати м'яч будь-якою частиною тіла. Однак якщо польовий навмисно торкається м'яча в момент розіграшу, то м'яч стає мертвим і суперник отримує 5 ранів. Якщо м'яч потрапляє в один із захисних шоломів польової команди, які перебувають на землі, то м'яч стає мертвим і суперник отримує 5 ранів. У деяких ситуаціях покарання можуть бути скасовані.

### Правило 42
Правило 42 встановлює принципи чесної і нечесної гри в крикеті. Якщо гравець польової команди нечесним способом змінює стан м'яча, то команда, що відбиває, отримує 5 ранів. Якщо польові гравці відволікають бетсмена в момент подачі або під час підготовки до неї, то м'яч оголошується мертвим. Другий і наступні подібні випадки в рамках одного інінга будуть приносити команді, що відбиває, по 5 ранів. Заборонено заважати або відволікати обох бетсменів після відбиття удару — в іншому випадку команда бетсменів отримує 5 ранів. Якщо капітан польової команди затягує час, дозволяє затягувати час свого товариша, або овер протікає невиправдано повільно, то суддя робить попередження капітану (при потребі м'яч оголошується мертвим). Подальші зволікання польової команди принесуть команді, що відбиває, 5 ранів. Не допускаються і затягування, що викликані поведінкою бетсмена — другий і наступні випадки затягування часу принесуть польовий команді по 5 ранів. Другий і наступні випадки пошкодження лінії подачі польовим гравцем принесуть команді, що відбиває, по 5 очок (враховуються ті пошкодження, яких можна було уникнути), аналогічне покарання передбачене і для бетсмена. Бетсмени не повинні намагатися виконати ран до моменту подачі. Якщо боулер при цьому не робить спроб зруйнувати ворітця, то арбітр присуджує польовій команді 5 ранів.

## Історія крикету

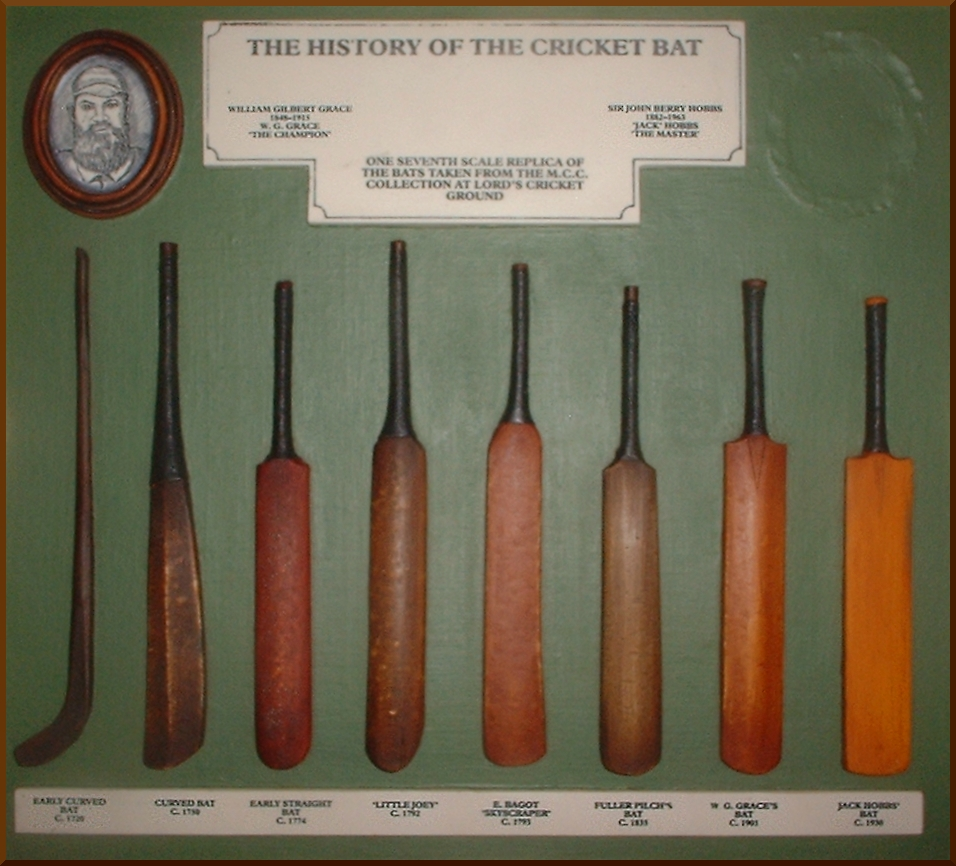
Історичний розвиток бит

Історія цієї гри нараховує кілька століть. Перші документальні згадки про прообраз крикету відносяться до початку XVI століття — в цей час з'явилися повідомлення про гру, учасники якої били по м'ячу вигнутими битами, що нагадують ключки. 
Існують письмові свідчення від 1301 року про гру під назвою creag, у яку грав принц Едуард, син короля Едуарда Довгоногого в Невендені. Однак не існує доказів, що це був різновид крикету. 
Найбільш ранні відомості про гру під назвою «крекетт» датовані 1598 роком, коли 59-річний коронер Джон Деррік давав свідчення в суді, в якому згадував, що коли він близько 1550 року був школярем вільної школи в Гілфорді, то грав зі своїми товаришами на общинній землі в "creckett" та інші ігри.
Не існує єдиної думки про місце появи крикету. Дослідники вважають, що коріння цієї гри можуть бути англійськими або фламандськими. Немає єдності поглядів і на етимологію слова «крикет». За однією з гіпотез, назва гри походить від давньоанглійського іменника cricc (cryce), що означали палицю або ковіньку.
Вважається, що спочатку крикет був дитячою грою; дорослі почали проявляти інтерес до крикету близько 1610 року. 1624 року гравець на ім'я Джаспер Віналл загинув після удару в голову м'ячем під час гри двох парафіяльних команд у Сассексі. 
Протягом наступного століття крикет стрімко набирав популярності на південному сході Англії. До кінця століття крикет став організованою діяльністю з високими ставками на матчі. Вважають, що перші професійні крикетисти з'явилися після Реставрації 1660 року. Зберігся газетний звіт про зустріч команд, що складалися з одинадцяти гравців, з високими ставками в Сассексі. І це найдавніше відоме свідчення про настільки важливу гру.
У XVIII столітті крикет став національним англійським спортом. Велику роль у цьому стрімкому зростанні популярності зіграла та обставина, що величина ставок на результати зустрічей не була строго обмежена. Заможні громадяни формували власні «збірні» - "вибрані одинадцятки" (англ. select XIs). Вже 1707 року ігри збирали на спортивному майданчику Артілері Граунд у лондонському районі Фінсбері натовпи глядачів.
У 1760 році кардинально змінилася методика виконання подачі: якщо раніше м'яч котився по поверхні ігрового поля або пролітав над ним у бриючому польоті, то в 1760-му крикетисти стали практикувати кидки з високою траєкторією. Для того щоб відбивати м'ячі з відскоку прийшлося змінити форму бити: сучасна пряма бита прийшла на зміну старому пристосуванню, що віддалено нагадує хокейну ключку.
У 1760-х роках розпочав свою діяльність клуб Хамблдон і впродовж наступних двадцяти років від був найбільшим клубом гри і його основним центром. У 1787 році відбулося відкриття клубу «Мерілебон», якому судилося стати найвідомішим у світі крикетним клубом. Протягом кількох наступних століть клуб «Мерілебон» виконував функції керівного і координувального органу в англійському та міжнародному крикеті. Домашнім полем клубу став ігровий майданчик, який відкрив у Лондоні Томас Лорд. Спочатку клуб зайнявся стандартизацією і кодифікацією правил гри, і 1788 року вийшов у світ перший звід правил крикету. Ворітця складалися з трьох стовпчиків і ніжки перед ворітцями. Однак ці правила не були прийняті повсюдно, і незабаром пішли зміни та уточнення. На початку XIX століття були стандартизовані вага м'яча (від 156 до 163 грамів) і ширина бити, розширилися повноваження арбітрів. Бетсмени (гравці, що відбивають м'яч) стали користуватися захисним інвентарем — закривати ноги щитками.
У XIX столітті з'явилися ще два зводи правил гри. Другий з них, що вийшов в 1884 році, регламентував число учасників команди (11 гравців). У цей час змінилася техніка кидка: м'яч стали кидати рухом з-за спини через плече. 
Організація гри на рівні графств привела до створення місцевих клубів, першим з яких став Крикетний клуб графства Сассекс, заснований 1839 року. 1890 року відбувся перший чемпіонат графств. Тим часом крикет став відомим за межами Великої Британії — в Північній Америці, Південній Африці, в Австралії і Новій Зеландії. 1844 року відбувся перший міжнародний матч з крикету (хоча жодна з цих збірних ніколи не належала до числа країн, які грають в тестових матчах, але крикет був найпопулярнішим видом спорту в Америці, доки його не замінив бейсбол). 
Період з початку 1890-х до Першої світової війни часто називають золотим віком крикету. У ці роки на поле виходили такі видатні гравці, як Вільям Гілберт Грейс (WG Grace), Вілфред Родос, Сі Бі Фрай і Віктор Трампер.
Міжнародна рада з крикету створена у 1909 році. Спочатку до його складу входили представники трьох держав — Великої Британії, Південно-Африканської Республіки та Австралії. Спочатку рада називався Імперською конференцією крикету і приймала до свого складу тільки ті держави, команди яких грали в тестовий крикет. У наш час до складу Міжнародної ради з крикету входять 104 країни. Провідні позиції у світовому крикеті утримують спортсмени з Австралії, Індії та ПАР.

## Крикет у світі
Крикет — одна з найпопулярніших у світі ігор, поступаючись за кількістю гравців, мабуть, лише футболу[джерело?]. Гра поширена у всіх країнах Британської Співджружності, особливо в Індії, Пакистані, Австралії, країнах Карибського басейну. Найвідомішим та найвизначнішим гравцем за всю історію крикету є Ґрейс Вільям.
В Україні крикет майже невідомий.

## Організації та змагання
Проведенням міжнародних змагань з крикету опікується Міжнародна рада крикету (ICC), заснована в 1909. До цієї організації входять 104 країни: 10 повних членів, які грають між собою тест-матчі, 34 асоційовані члени та 60 афілійованих членів. ICC проводить чемпіонат світу з крикету. До повноважень ICC входить також призначення арбітрів на тест-матчі, міжнародні одноденні матчі та міжнародні матчі, що проходять у форматі двадцять20.
Країни-члени ICC мають національні ради, завдання яких організовувати матчі на своїй території. У Вест-Індії, що виступає в тест-матчах єдиною командою, існує Рада крикету Вест-Індії, до якої входять представники національних рад.

## Різновиди матчів
Тест-матч складається з двох інінгів. Кожен інінг триває доти, доки не будуть вибиті 10 бетсменів команди, яка обороняється. Останній інінґ може бути коротшим, якщо команда, що обороняється, набрала досить перебіжок для загальної перемоги. З метою економії часу команда, яка обороняється в третьому інінґу може декларувати рахунок, обмеживши кількість подач у розпорядженні супротивника в останньому інінґу. Тест матч може завершитися перемогою однієї з команд за кількістю пробіжок або за кількістю вікетів. Можливі два види нічиїх. Один — справжня нічия, коли кожна команда набирає однакову кількість перебіжок. Такий результат — надзвичайно велика рідкість. Інший тип нічиєї виникає тоді, коли жодна з команд не може здобути перемогу у відведений на тест-матч час, зазвичай п'ять днів. Впродовж кожного з п'яти днів, команди грають принаймні 6 годин і традиційними перервами на ланч і на чай.
Інший популярний формат — одноденний крікет. В цьому форматі кожна команда має в розпорядженні обмежену кількість подач — 300, або 50 оверів. Овер — серія із шести подач, які виконує один боулер. Такий матч триває один день. Саме в цьому форматі проводяться чемпіонати світу.
В останні роки популярні змагання із зовсім короткого формату — двадцять20 — кожна команда має в своєму розпорядженні 20 оверів, тобто 120 подач.